# Рисезуб патагонський
Рисезуб патагонський або ласка патагонська (Lyncodon patagonicus) — вид хижих ссавців родини мустелові (Mustelidae). Вперше вид згадується у статті Сімса Ковінгтона, який плавав з Чарльзом Дарвіном на борту корабля «Бігль».

## Поширення
Населяє пампаси Патагонії на заході Аргентини і півдні Чилі.

## Опис
Розміри дрібні. Довжина тіла — 30–35 см, хвоста — 6–9 см. Середня вага дорослого звірка становить у середньому 225 г. Тулуб сильно видовжений, кінцівки короткі. Має дуже маленькі вуха, що повністю покриті хутром. Волосяний покрив середньої висоти, рідкісний і досить грубий. Волосся на спині сірувато-буре, з білими вершинами. Верх голови білий і від неї з боків голови і по плечах проходить широка біла смуга. Черево і кінцівки темно-бурі.

## Спосіб життя
Патагонська ласка активна у сутінках та вночі. Індивідуальна ділянка самця перекриває кілька ділянок самиць. Параанальні залози розвинені погано, під час захисту (будучи загнаною в кут) ними не користується, а піднімає на шиї шерсть дибки. Вороги невідомі.

## Розмноження
Патагонська ласка веде одиночний спосіб життя, створюючи пари тільки на час сезону розмноження. Про розмноження патагонських ласок до теперішнього часу практично нічого не відомо. Помічено, що про потомство піклується тільки самиця.

## Значення
Рисезуб патагонський, як і інші дрібні хижаки, відіграє певну роль у регулюванні чисельності гризунів та інших дрібних хребетних. Іноді цих ласок тримають на ранчо для боротьби з пацюками.